# KK Bris
KK Bris, Kanotklubben Bris i Varberg bildades 1933 och firade 70-årsjubileet 2003 med en jubileumsskrift. 
Till en början delade klubben lokal med Varbergs Roddklubb vid Getterövägen. Här låg också klubbens bastu, en ombyggd torgvagn, förvärvad sedan köttförsäljningen på torget upphört. När hamnen så småningom utvidgades, byggde man en klubblokal ute på 'Skäret', den del av det ursprungliga Getterön där "Astrid på Skäret" bodde med sina föräldrar i en ännu bevarad stuga. 
Klubben medverkade 1987 till skapandet av Svenska Ungdomscupen och har arrangerat flera av dess tävlingar. På senare år förlagda till Yasjön vid Åkulla Friluftsgård. 
På Skrivarklippan i Varbergs hamninlopp, där kanotklubben äger befintliga byggnader, har man en trivsam träffpunkt under sommarmånaderna.
"Vals i Bris", komponerad av varbergsprofilerna Nils Holmström och Lennart Engström, skildrar stämningen en kväll på "Klippan". Vid invigningen i Nöjesparken av Varbergs P2-sändare den 25 november 1955, sjöngs den av klubbmedlemmen Maya Halling till ackompanjemang av en lokal 14-mannaorkester under ledning av Sveriges Radios kapellmästare William Lind. 